# Carlos Bracho
Carlos Enrique Bracho González (Calvillo, Aguascalientes, 6 de octubre de 1937) es un actor y escritor mexicano. Comenzó su carrera como actor en los años sesenta, con La mujer dorada (1964) y continúa activo.
Es uno de los actores de telenovelas con mayor trayectoria en México, con más de 75 producciones realizadas.
Entre 1990 y 1994 fue secretario del Interior y del Exterior de la Asociación Nacional de Actores. Además fue miembro de la Sociedad General de Escritores de México. 

## Filmografía

### Telenovelas
- La mujer dorada.- 1964
- El patio de Tlaquepaque. - 1966
- La tormenta, - 1967 - como Teniente Fernández.
- Lo prohibido. - 1967
- Lágrimas amargas, - 1967 - como Ernest Monseny.
- Incertidumbre. - 1967.
- Mariana, - 1968 - como Miguel.
- Leyendas de México. - 1968
- Los Caudillos, - 1968 - como Ignacio Allende.
- El retrato de Dorian Gray, - 1969 - como Lord Henry.
- Más allá de la muerte,-  1969 - como Ángel Montalván.
- Sin palabras, - 1969 - como Pierre Duhamel.
- El precio de un hombre. - 1970
- La cruz de Marisa Cruces, - 1970-1971 - como Alfredo.
- La Constitución, - 1970 - como Miguel Guerra.
- El carruaje, - 1972-  como Octavio Rivera.
- La hiena, - 1973 - como Emilio Martínez.
- Mi rival, - 1973 -  como Gonzalo.
- Marina. - 1974
- Pobre Clara, - 1975  - como Francisco Escobedo.
- Mañana será otro día, - 1976-1977 -  como Armando.
- Pasiones encendidas, - 1978-1979 - como Fernando.
- Aprendiendo a amar,- 1980-1981 - como Alfredo.
- La madre, - 1980 - como Nikolai.
- En busca del paraíso, - 1982-1983 - como José Luis.
- El maleficio, 1983-1984 - como Pedro Jiménez.
- Pasión y poder, - 1988 - como Arturo Montenegro.
- Luz y sombra, - 1989 - como Ricardo Saucedo.
- Morir para vivir, - 1989 - como Andrés Guzmán.
- Mi pequeña Soledad, - 1990 -  como Hernán Villaseñor.
- Milagro y magia,1991 -  como George O'Higgins.
- Valeria y Maximiliano, - 1991-1992 - como Miguel Landero.
- Agujetas de color de rosa, - 1994 - como Jorge Bosch.
- La sombra del otro,- 1996 - como Don Clemente Madrigal.
- Mi querida Isabel, - 1996-1997 - como Bernardo.
- Amada enemiga. -1997 - como Abelardo.
- Sin ti, - 1997-1998 - como Félix Guzmán.
- Ángela, -1998-1999 - como Salvador Bautista.
- Por tu amor,- 1999 - como Luévano.
- Tres mujeres, - 1999-2000 - como Dr. Salazar.
- Mujeres engañadas,- 1999-2000 - como el Licenciado Ernesto Sierra.
- El derecho de nacer,  - 2001 - como Don Rafael del Junco.
- Aventuras en el tiempo, - 2001 - como Geranio Flores.
- Mujer de madera, - 2004-2005 - como Ramiro Linares.
- La fea más bella,- 2006-2007 - como Don Humberto Mendiola.
- Muchachitas como tú, -2007 - como Bernardo Barboza.
- Amor sin maquillaje.- 2007 - Él mismo
- Fuego en la sangre, - 2008 - como Don Bernardo Elizondo.
- Soy tu dueña, - 2010 - como el Padre Justino Samaniego (n.º 1).
- Por ella soy Eva,- 2012 - como Modesto Caballero.
- La vecina, - 2015-2016 - como Juan Carlos Uribe.
- Enamorándome de Ramón, - 2017 - como Don Pedro Lamadrid.
- Mi marido tiene familia, - 2018 - como Canuto "Tito" Córcega
- S.O.S me estoy enamorando, - 2021-2022 - como Estanislao[2]

### Películas
- 1968: Los ángeles de Puebla, como Tirso.
- 1970: Alguien nos quiere matar, como Juan Pablo Ortigosa.
- 1970: Claudia y el deseo, como el Dr. Pimentel.
- 1970: Flor de durazno, como Enrique.
- 1970: Rubí, como César.
- 1971: La generala, como Manuel Sampedo / Ing. Alejandro Robles Escandón.
- 1971: Vuelo 701, como Eduardo Valdés.
- 1971: Mamá Dolores.
- 1972: Vendedor de diamantes.
- 1972: Me he de comer esa tuna.
- 1972: Lo que más queremos.
- 1972: El vals sin fin.
- 1973: Aquellos años.
- 1973: San Simón de los Magueyes.
- 1976: Espejismo de la ciudad, como José Inés.
- 1977: La coquito.
- 1978: Ángel negro.
- 1978: Cananea.
- 1982: Antonieta, como José Vasconcelos.
- 1984: El sexo de los ricos, como Luis Alcántara.
- 1990: Con el miedo en las venas, como Luis Beltrán.
- 1995: Como sacar 10 en civismo.
- 1995: Juego limpio, como El Jefe.
- 2011: La última muerte, como Wilkins.

### Series de televisión
- 1988-1989: Tres generaciones, como Mauricio.
- 1998: ¿Qué nos pasa?.
- 2006: Vecinos, como Tranquilino Mariscal
- 2008: Mujeres asesinas, como Leonardo (Episodio: "Emma, Costurera").
- 2011: El equipo, como Edmundo.
- (1990-2007)  Mujer, casos de la vida real Episodios de 1990 hasta el 2005.

### Teatro
- La libélula
- Por qué Neruda
- Sueño de amor y muerte

## Publicaciones
- Muerte en la azotea [3]
- Cuentos Cínicos
- La lujuria del gourmet

## Premios y nominaciones

### Premios TVyNovelas
| Año  | Categoría              | Programa/Telenovela | Resultado |
| ---- | ---------------------- | ------------------- | --------- |
| 2016 | Mejor primer actor     | La vecina           | Nominado  |
| 2007 | Mejor primer actor     | La fea más bella    | Nominado  |
| 2005 | Mejor actor de reparto | Mujer de madera     | Nominado  |
| 1997 | Mejor primer actor     | La sombra del otro  | Nominado  |

### Tv Adicto Golden Awards
| Año  | Categoría                          | Trabajo nominado            | Resultado |
| ---- | ---------------------------------- | --------------------------- | --------- |
| 2018 | Mejor actuación especial masculina | Mi marido tiene más familia | Ganador   |